# جر (طب)
تقنية ترويضية لارخاء عضلات القَطَن وازالة تشنّجها المؤلم لتخفيف الالم القَطَني.لا يستعمل الجرّ الاّ بعد استنفاذ كـلّ علاج ترويضي طبيعي وعقاقيري مهدِّئ للالم القَطَني من أهمّ محظورات الجرّ: داء ترقـّق العظام، والآلام القـَطـَـنية اللانفتاقية والجرّ العنيف..